# Odprto prvenstvo Anglije 2015
Odprto prvenstvo Anglije 2015 je teniški turnir za Grand Slam, ki je med 29. junijem in 12. julijem 2015 potekal v Londonu.

## Moški posamično
- Novak Đoković :  Roger Federer, 7–6(7–1), 6–7(10–12), 6–4, 6–3

## Ženske posamično
- Serena Williams :  Garbiñe Muguruza, 6–4, 6–4

## Moške dvojice
- Jean-Julien Rojer /  Horia Tecău :  Jamie Murray /  John Peers, 7–5, 6–4, 6–4

## Ženske dvojice
- Martina Hingis /  Sania Mirza :  Jekaterina Makarova /  Jelena Vesnina, 5–7, 7–6(7–4), 7–5

## Mešane dvojice
- Leander Paes /  Martina Hingis :  Alexander Peya /  Tímea Babos, 6–1, 6–1